# Estadi 24 de febrer de 1956
L'Estadi 24 de febrer de 1956 (francès: Stade du 24 Février 1956; àrab: ملعب 24 فبراير 1956, Malʿab 24 Fabrāyir 1956) és un estadi de futbol de la ciutat de Sidi Bel Abbes, Algèria.
Va ser construït el 19 de juny de 1981. Reemplaçà l'antic estadi Stade des Trois Frères Amarouch.
És utilitzat pel club de futbol USM Bel-Abbès. Té una capacitat per a 24.000 espectadors.